# Sep Vanmarcke
Sep Vanmarcke (Courtrai, Flandes Occidental, 28 de julio de 1988) es un ciclista belga que fue profesional entre 2008 y julio de 2023, momento en el que se retiró debido a problemas en el corazón.

## Biografía
Debutó como profesional en 2008, con el equipo de su país Davitamon-Lotto. Tras pasar por el Topsport Vlaanderen-Mercator, en 2011 fichó por el equipo Garmin-Cervélo y en 2013 pasó al Blanco Pro Cycling. Actualmetnte compite con el conjunto Israel Start-Up Nation
Es un especialista en las clásicas de Flandes, en estas carreras ha conseguido resultados notables como el segundo puesto en la Gante-Wevelgem 2010 y en la París-Roubaix 2013. Para la temporada 2014 logró ratificar su nivel, al subirse al podio en el Tour de Flandes acabando en tercer lugar y de nuevo tendría una gran actuación en la París-Roubaix, pasando por la meta en la cuarta posición.

## Palmarés
2009
- 1 etapa del Tour de Haut Anjou

2012
- Omloop Het Nieuwsblad

2013
- Gran Premio Impanis-Van Petegem

2014
- 1 etapa del Tour de Noruega
- 1 etapa del Tour de Alberta

2016
- Ster ZLM Toer, más 1 etapa

2017
- 2.º en el Campeonato de Bélgica en Ruta

2019
- 1 etapa del Tour de Haut-Var[2]
- Bretagne Classic

2022
- Maryland Cycling Classic

## Resultados

### Grandes Vueltas
| Carrera | Carrera         | 2008 | 2009 | 2010 | 2011  | 2012 | 2013  | 2014  | 2015  | 2016  | 2017 | 2018  | 2019 | 2020 | 2021 | 2022 | 2023 |
| ------- | --------------- | ---- | ---- | ---- | ----- | ---- | ----- | ----- | ----- | ----- | ---- | ----- | ---- | ---- | ---- | ---- | ---- |
|         | Giro de Italia  | —    | —    | —    | —     | —    | —     | —     | —     | —     | —    | —     | —    | —    | —    | —    | —    |
|         | Tour de Francia | —    | —    | —    | —     | —    | 131.º | 106.º | 104.º | 104.º | —    | 115.º | —    | —    | —    | —    | —    |
|         | Vuelta a España | —    | —    | —    | 140.º | —    | —     | —     | —     | —     | —    | —     | —    | —    | Ab.  | —    | —    |

### Clásicas, Campeonatos y JJ. OO.
| Carrera                 | Carrera                 | 2008 | 2009 | 2010 | 2011  | 2012 | 2013  | 2014  | 2015  | 2016 | 2017 | 2018 | 2019 | 2020 | 2021 | 2022  | 2023 |
| ----------------------- | ----------------------- | ---- | ---- | ---- | ----- | ---- | ----- | ----- | ----- | ---- | ---- | ---- | ---- | ---- | ---- | ----- | ---- |
| Omloop Het Nieuwsblad   | Omloop Het Nieuwsblad   | —    | —    | 34.º | —     | 1.º  | 74.º  | 4.º   | —     | —    | 3.º  | 3.º  | 92.º | 23.º | 3.º  | Ab.   | 10.º |
| Kuurne-Bruselas-Kuurne  | Kuurne-Bruselas-Kuurne  | —    | —    | —    | —     | —    | —     | 3.º   | 81.º  | —    | —    | 61.º | —    | 59.º | Ab.  | —     | 16.º |
| Strade Bianche          | Strade Bianche          | —    | —    | —    | —     | —    | Ab.   | —     | 4.º   | —    | Ab.  | 41.º | —    | —    | —    | —     | —    |
|                         | Milán-San Remo          | —    | —    | —    | —     | —    | —     | —     | —     | 24.º | —    | —    | —    | —    | —    | —     | 46.º |
| A través de Flandes     | A través de Flandes     | —    | —    | 18.º | 39.º  | 7.º  | —     | —     | —     | —    | 28.º | 3.º  | —    | —    | —    | 101.º | Ab.  |
| E3 Harelbeke            | E3 Harelbeke            | —    | —    | —    | 4.º   | 5.º  | 51.º  | 5.º   | 5.º   | 8.º  | 23.º | 7.º  | Ab.  | X    | 30.º | Ab.   | 17.º |
| Gante-Wevelgem          | Gante-Wevelgem          | —    | —    | 2.º  | 142.º | —    | Ab.   | 4.º   | 6.º   | 2.º  | —    | 21.º | —    | 17.º | Ab.  | 77.º  | 3.º  |
|                         | Tour de Flandes         | —    | —    | 61.º | Ab.   | 48.º | 29.º  | 3.º   | 53.º  | 3.º  | Ab.  | 13.º | 25.º | 17.º | 5.º  | —     | 24.º |
| Scheldeprijs            | Scheldeprijs            | —    | —    | —    | 145.º | —    | 156.º | 154.º | 162.º | —    | —    | —    | 72.º | —    | —    | —     | —    |
|                         | París-Roubaix           | —    | —    | —    | 20.º  | 84.º | 2.º   | 4.º   | 11.º  | 4.º  | —    | 6.º  | 4.º  | —    | 23.º | —     | 16.º |
| Flecha Brabanzona       | Flecha Brabanzona       | —    | —    | —    | Ab.   | —    | —     | —     | —     | —    | —    | —    | —    | —    | Ab.  | —     | —    |
| Cyclassics Hamburg      | Cyclassics Hamburg      | —    | —    | —    | —     | 97.º | 34.º  | —     | —     | —    | —    | —    | —    | —    | —    | —     | —    |
| Bretagne Classic        | Bretagne Classic        | —    | —    | —    | —     | 41.º | Ab.   | —     | 40.º  | 97.º | 4.º  | 39.º | 1.º  | 28.º | —    | —     |      |
| Gran Premio de Quebec   | Gran Premio de Quebec   | —    | —    | —    | —     | —    | —     | 7.º   | 29.º  | —    | 8.º  | 13.º | 40.º | X    | X    | —     |      |
| Gran Premio de Montreal | Gran Premio de Montreal | —    | —    | —    | —     | —    | —     | 16.º  | Ab.   | —    | 10.º | Ab.  | 61.º | X    | X    | —     |      |
| París-Tours             | París-Tours             | —    | —    | 15.º | 28.º  | —    | 76.º  | —     | —     | —    | —    | 7.º  | —    | —    | —    | —     |      |
| Mundial en Ruta         | Mundial en Ruta         | —    | —    | —    | —     | —    | —     | 64.º  | 64.º  | —    | —    | —    | —    | —    | —    | —     | —    |
| Bélgica en Ruta         | Bélgica en Ruta         | —    | —    | —    | —     | 44.º | 5.º   | 19.º  | 24.º  | Ab.  | 2.º  | 5.º  | 54.º | 57.º | 32.º | 62.º  | 46.º |

—: no participa

Ab.: abandono

## Equipos
- Davitamon-Lotto-Jong Vlaanderen (2008)
- Topsport Vlaanderen-Mercator (2009[3] -2010)
- Garmin (2011-2012)
  - Garmin-Cervélo (2011)
  - Garmin-Barracuda (2012)[4]
  - Garmin-Sharp (2012)
- Blanco/Belkin  (2013-2016)
  - Blanco Pro Cycling (2013)[4]
  - Belkin-Pro Cycling Team (2013-2014)
  - Team Lotto NL-Jumbo (2015-2016)
- Cannondale/EF (2017-2020)
  - Cannondale-Drapac Pro Cycling Team (2017)
  - EF Education First-Drapac (2018)
  - EF Education First Pro Cycling Team (2019)
  - EF Pro Cycling (2020)
- Israel (2021-2023)[5]
  - Israel Start-Up Nation (2021)
  - Israel-Premier Tech (2022-2023)